# Храмец
Храмец (слч. Chrámec) насељено је мјесто са административним статусом сеоске општине (слч. obec) у округу Римавска Собота, у Банскобистричком крају, Словачка Република.

## Становништво
| Година:    | 1994. | 2004. | 2014.    | 2024.   |
| ---------- | ----- | ----- | -------- | ------- |
| Број људи: | 380   | 399   | 441      | 461     |
| Разлика:   |       | +5 %  | +10,52 % | +4,53 % |

| Година:    | 2023. | 2024.   |
| ---------- | ----- | ------- |
| Број људи: | 455   | 461     |
| Разлика:   |       | +1,31 % |

Према подацима о броју становника из 2011. године насеље је имало 416 становника.